# Telmatoscopus crenigus
Telmatoscopus crenigus är en tvåvingeart som beskrevs av Quate 1967. Telmatoscopus crenigus ingår i släktet Telmatoscopus och familjen fjärilsmyggor. Inga underarter finns listade i Catalogue of Life.